# Lorenzo Robledo
Lorenzo Robledo (* 6. Juli 1918 in Madrid; † September 2006 ebenda) war ein spanischer Schauspieler und Charakterdarsteller.

## Leben
Robledo war zwischen 1956 und 1982 in annähernd 100 spanischen Filmen zu sehen, meist in sekundären Rollen, die er verlässlich ausfüllte. Am bekanntesten sind dabei seine Auftritte in der Dollar-Trilogie von Sergio Leone.
Robledo trat in annähernd 40 Spaghetti-Western auf; daneben spielte er in diversen Genrefilmen der 1960er und 1970er Jahre: Kriegsfilme, Agentenfilme und Krimis. Durch seine geringe Körpergröße, die blonden Haare und sein ängstliches Gesicht war er meist auf Opferrollen festgelegt.

## Filmografie (Auswahl)
- 1956: Die Ausgestoßenen (Todos somos necesarios)
- 1960: Taxi nach Tobruk (Un Taxi pour Tobrouk)
- 1962: Der Teppich des Grauens
- 1962: Zorro – das Geheimnis von Alamos (La venganza del Zorro)
- 1963: Die drei Unerbittlichen (Tres hombres buenos)
- 1963: Einer rechnet ab (Los cuatreros)
- 1963: Perseus – der Unbesiegbare (Perseo l'invincibile)
- 1964: Für eine Handvoll Dollar (Per un pugno di dollari)
- 1964: Die letzte Kugel traf den Besten (Aventuras del Oeste)
- 1964: Die 7 aus Texas (Antes llega la muerte)
- 1964: La tumba del pistolero
- 1965: Blei ist sein Lohn (Ocaso de un pistolero)
- 1965: Für ein paar Dollar mehr (Per qualche Dollari in più)
- 1965: Lederstrumpf – Der letzte Mohikaner (Uncas, el fin de una raza)
- 1965: Die schwarzen Adler von Santa Fe
- 1965: Die 4 Geier der Sierra Nevada (I quattro inesorabili)
- 1966: Kopfgeld: Ein Dollar (Un dollaro a testa)
- 1966: Lanky Fellow – Der einsame Rächer (Per il gusto di uccidere)
- 1966: Rembrandt 7 antwortet nicht
- 1966: Zwei glorreiche Halunken (Il buono, il brutto, il cattivo)
- 1967: Der Gehetzte der Sierra Madre (La resa dei conti)
- 1967: Von Angesicht zu Angesicht (Faccia a faccia)
- 1968: Der letzte Zug nach Durango (Un treno per Durango)
- 1968: Mein Leben hängt an einem Dollar (Dai nemici mi guardo io!)
- 1968: Schweinehunde beten nicht (I vigliacchi non pregano)
- 1969: Garringo – der Henker (Garringo)
- 1969: Um sie war der Hauch des Todes (Los desesperados)
- 1970: Arriva Garringo (Reza por tu alma… y muere)
- 1970: Laßt uns töten, Companeros (Vamos a matar, compañeros)
- 1970: Manos torpes
- 1970: … und Santana tötet sie alle (Un par de asesinos)
- 1971: Dans la poussière du soleil
- 1971: Sando Kid spricht das letzte Halleluja (Un dolár para Sartana)
- 1971: Uccidi Django… uccidi per primo!!!
- 1972: Bete, Amigo! (Che c'entriamo noi con la rivoluzione?)
- 1972: Todesmarsch der Bestien (Condenados a vivir)
- 1973: Der Clan der Killer (Un tipo con una faccia strana ti cerca per ucciderti)
- 1973: Gott schützt die Liebenden
- 1973: Sing mir das Lied der Rache (Mi chiamavano 'Requiescat'… ma avevano sbagliato)
- 1975: Stetson – Drei Halunken erster Klasse (Il Bianco il Giallo il Nero)
- 1975: Verdammt zu leben – verdammt zu sterben (I quattro dell'apocalisse)